# Rolf Nepperschmidt
Rolf Nepperschmidt (* 19. Februar 1935; † 5. Mai 2015) war ein deutscher Fußballspieler aus der DDR.

## Sportlicher Werdegang
Rolf Nepperschmidt bestritt am 29. Juli 1956 ein einziges Spiel für den SC Empor Rostock. Er wurde durch Empor-Trainer Erich Dietel im FDGB-Pokal-Spiel gegen die BSG Einheit Greifswald (0:0 n. V.) in der 97. Spielminute für Horst Zedel eingewechselt. Für wenige Minuten spielte er in diesem Auswärtsspiel vor 7500 Zuschauern zusammen mit, unter anderem, Kurt Zapf, Karl-Heinz Singer und Herbert Holtfreter.

## Privates
Nepperschmidt war verheiratet und hatte zwei Töchter sowie einen Sohn.
Am 5. Mai 2015 verstarb Rolf Nepperschmidt.